# Raúl
Raúl  es un nombre propio masculino en español. Proviene del francés Radulfo, Radulfus y Radolfus, y estos del nombre germano Raðulfr, que en alto alemán antiguo está compuesto por el prefijo rað, rad o rat, que significa ‘aconsejar’, y del sufijo wulf o ulfr, que significa ‘lobo’.
Así pues, el nombre significa en origen ‘poderoso consejero’ o ‘consejero valiente’.

## Historia del nombre
Raúl es un nombre de tradición Francesa que llegó a Española en el siglo VIII en la forma Radulfus y Radolfus.
Con la conquista normanda, el nombre se exportó a Inglaterra, donde en el siglo XVII adquirió su forma moderna de Ralph, que a principios del siglo XX pasó a Alemania como Ralf.
Actualmente es un nombre muy utilizado por la cultura oriental (Japón y Corea), sobre todo en novelas gráficas, así como también en su formato de Manga, Manhwa o webtoon.

## Variantes
- Español: Raúl, Rodolfo.
- Catalán: Raül.
- Francés: Raoul, Rodolphe.[3]
- Alemán: Radulf, Ralf.[3]
- Inglés: Ralph.[3]
- Esperanto: Rolfous.
- Húngaro: Rudolf.
- Italiano: Raul.[3]
- Polaco: Rudolf.
- Portugués: Raul, Raúl (menos común).
- Eslovaco: Rudolf.
- Sueco: Raoulo.
- Japonés: Rauru.
- Hindi: Rahul.
- Árabe: Rasulo.

## Santoral
- 1 de febrero: San Raúl de Cambrai,[5] fue un monje enviado por San Bernardo de Claraval en el año 1132 a fundar el monasterio del Valle de las Celdas, al norte de Francia, en Cambray.
- 21 de junio: San Raúl de Bourges, fue arzobispo de la villa de Bourges entre 840 y 866.[6]
- 7 de julio: San Raúl Milner (f. 1591), mártir inglés, padre de ocho hijos. Con San Rogelio Dickenson y San Lorenzo Humphrey formó parte de los cuarenta mártires de Inglaterra y de Gales, que fueron canonizados en 1970.[7]

## Geografía
La mayor isla del archipiélago de Kermadec (en Oceanía) tiene por nombre Raoul. Es de origen volcánico. Depende de Nueva Zelanda. Abarca unos 40 km².
El volcán tiene una altura de 524 m s. n. m.. Está cubierto de vegetación y al centro se abre el cráter principal. En un costado hay un cráter secundario, ahora un manantial de aguas termales.